# 8121 Altdorfer
Altdorfer (asteróide 8121) é um asteróide da cintura principal, a 2,0098871 UA. Possui uma excentricidade de 0,1016956 e um período orbital de 1 222,42 dias (3,35 anos).
Altdorfer tem uma velocidade orbital média de 19,91217434 km/s e uma inclinação de 2,68587º.
Este asteróide foi descoberto em 24 de Setembro de 1960 por Cornelis van Houten, Ingrid van Houten-Groeneveld.